# 喬克皮爾瓦山 (蒂斯科-埃斯皮納爾)
15°02′35″S 71°23′56″W / 15.04306°S 71.39889°W
喬克皮爾瓦山（Chuqi Pirwa），是秘魯的山峰，位於該國南部阿雷基帕大區和庫斯科大區，由蒂斯科區和埃斯皮納爾區負責管轄，屬於安地斯山脈的一部分，海拔高度4,800米。